# Assemblée nationale (Nigeria)
Pour les autres articles nationaux ou selon les autres juridictions, voir Assemblée nationale.
10e législature
Complexe de l'Assemblée nationale
L'Assemblée nationale (en anglais : National Assembly) est le parlement bicaméral du Nigeria, instauré par la section 4 de la constitution du pays. 
Inspirée du Congrès des États-Unis, elle est composée d'une chambre haute, le Sénat doté de 109 sièges et d'une chambre basse, la Chambre des représentants dotée de 360 sièges. Cela doit assurer une égale représentation des États quelle que soit leur taille, et une représentation proportionnelle du peuple. Les deux chambres sont élus pour quatre ans.

## Présidence
Un président et un rapporteur sont élus respectivement à la tête du Sénat et de la Chambre. Sauf absence, le président du Sénat préside les assemblées plénières. Le premier président du Sénat fut Nnamdi Azikiwe, qui démissionna par la suite pour devenir le premier chef de l'État du pays.

## Pouvoirs
Le Sénat dispose du droit exclusif de destituer les juges et d'autres membres de l'exécutif, dont les membres des commissions électorales, mais doit d'abord en faire la requête au président. La nomination par le président des diplomates, des ministres, des juges fédéraux et des commissions fédérales indépendantes est soumise à l'approbation du Sénat.
Le président dispose d'un droit de veto sur les lois votées par le Sénat et la Chambre des représentants. Le cas échéant, ou si le président néglige d'annoncer son approbation, l'Assemblée plénière peut outrepasser le veto présidentiel à la majorité des deux tiers.

## Système électoral

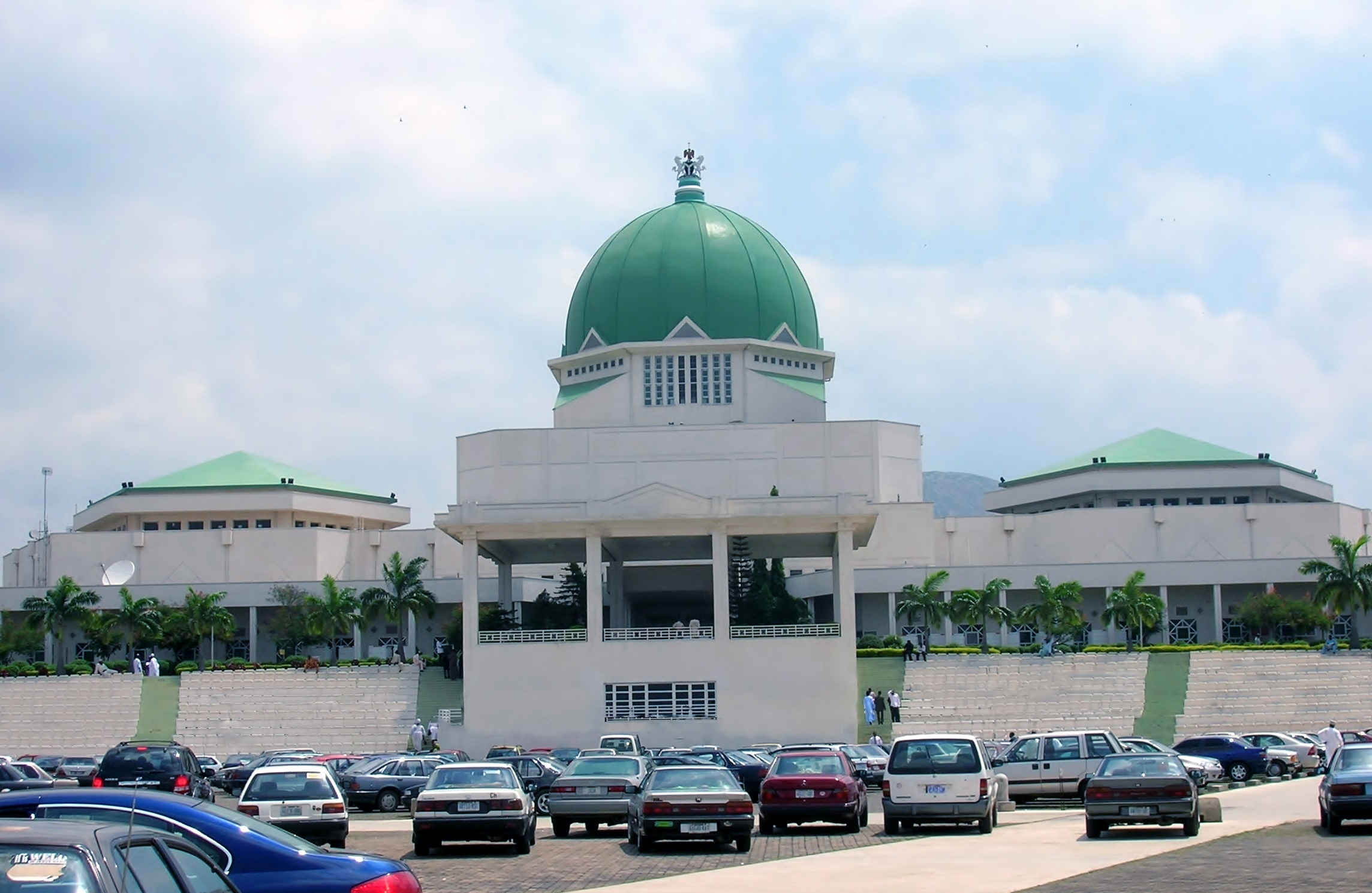
Le bâtiment de la chambre des représentants.

La Chambre des représentants est composée de 360 sièges pourvus tous les quatre ans au scrutin uninominal majoritaire à un tour dans autant de circonscriptions électorales.
Le Sénat est composé de 109 sièges à raison de trois pour chacun des 36 États du Nigeria plus un pour le Territoire de la capitale fédérale. Les sénateurs sont ainsi élus pour quatre ans au scrutin uninominal majoritaire à un tour, chaque état étant divisés en trois circonscriptions sénatoriales,.